# Cal Hubbard

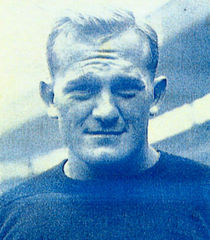
Imagem do ex-jogador de futebol americano estadunidense Cal Hubbard.

Cal Hubbard foi um jogador de futebol americano estadunidense que foi campeão da Temporada de 1927 da National Football League jogando pelo New York Giants.